# Дашкины (Оренбургские)
Дашкины (тат. Daşkinnar, Дашкиннар) — казачий и татарский дворянский род. со станицы Ключевской Третьего (Оренбургского) военного отдела Оренбургского казачьего войска.

## Известные представители
- Дашкин, Шангарей Ягофарович — войсковой старшина ОКВ[2].
  - Дашкин, Зюлькарнаин Шангареевич (род. 22.07.1861) — из дворян ст. Ключевской 3-го ВО ОКВ, сын войскового старшины Шангарея Ягофаровича Дашкина, прошел по службе путь от должности младшего писаря до командира 14-го ОКП, после увольния по домашним обстоятельствам от службы с награждением чином генерал-майора, участвовал в боях с Красной Армией находясь в распоряжении Штаба Оренбургской Армии атамана Дутова. При отступлении семья осталась в Орске, сам Зюлькарнаин Дашкин пропал без вести.